# Magurki
Magurki (1108 m, 1101 m) – szczyt w Gorcach, znajdujący się w bocznym grzbiecie pasma Gorca, pomiędzy dolinami potoków Jaszcze i Forędówka. Od Pasma Gorca Magurki oddzielone są przełęczą Pańska Przehybka (995 m). Północno-wschodnie stoki Magurek należą do Gorczańskiego Parku Narodowego, stoki południowo-zachodnie (Las Krempaski) znajdują się poza obszarem parku. Wierzchołek i część stoków porasta las, ale od szczytu na południowo-wschodnim grzbiecie ciągnie się w kierunku Borsuczyzn polana Magurki. Na stokach opadających do doliny potoku Forędówki znajdują się polany Poniechaniec, Mierędzysko i Kurnytowa Polana, a na północno-wschodnich stokach grzbietu polany Tomaśkula i Szlagowa.
Nazwa jest pochodzenia wołoskiego (por. rum. măgura – „wolno stojący masyw górski”, prasłow. maguła – „mogiła”). Wieś Ochotnica (Dolna i Górna) założona została przez Wołochów, w nazewnictwie Gorców spotyka się więcej jeszcze nazw pochodzenia wołoskiego.
W 2015 r. ze środków unijnych wybudowano na Magurkach wieżę widokową. Jest to obiekt nowoczesnej konstrukcji drewnianej z obudowaną klatką schodową i pomostem widokowym, dzięki czemu mogą na nią wejść osoby z lękiem wysokości oraz dzieci. Z doliny Potoku Forędówki wyznakowano na szczyt nową ścieżkę edukacyjną. Widoki z wieży są dookólne i bardzo rozległe. Przy dobrej widoczności panorama widokowa obejmuje nie tylko Gorce, Tatry i sąsiednie pasma górskie, ale sięga aż po Wielką Fatrę na Słowacji. Na podeście widokowym zamontowano 4 opisane panoramy widokowe.
Magurki znajdują się w Ochotnicy Górnej w województwie małopolskim, w powiecie nowotarskim.

## Ścieżka edukacyjna
Tworzy zamkniętą pętlę (start i koniec w tym samym miejscu):
 ścieżka edukacyjna „Dolina Potoku Jaszcze”: Jaszcze Duże (parking) – Jaszcze Małe – Łonna – Pańska Przehybka – Tomaśkula – Magurki – Polana Kurnytowa – Jaszcze Duże.

## Przypisy

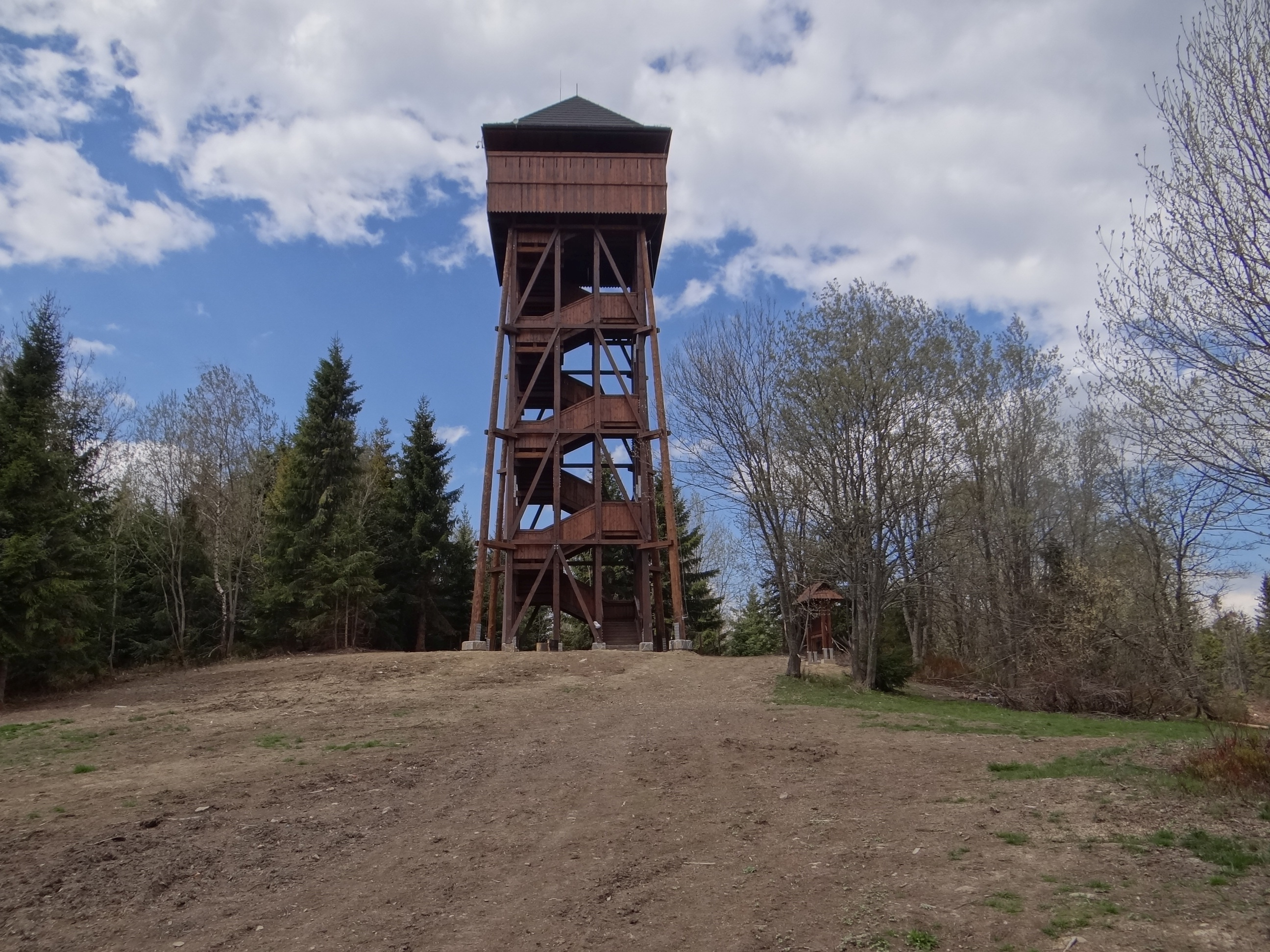
Wieża widokowa
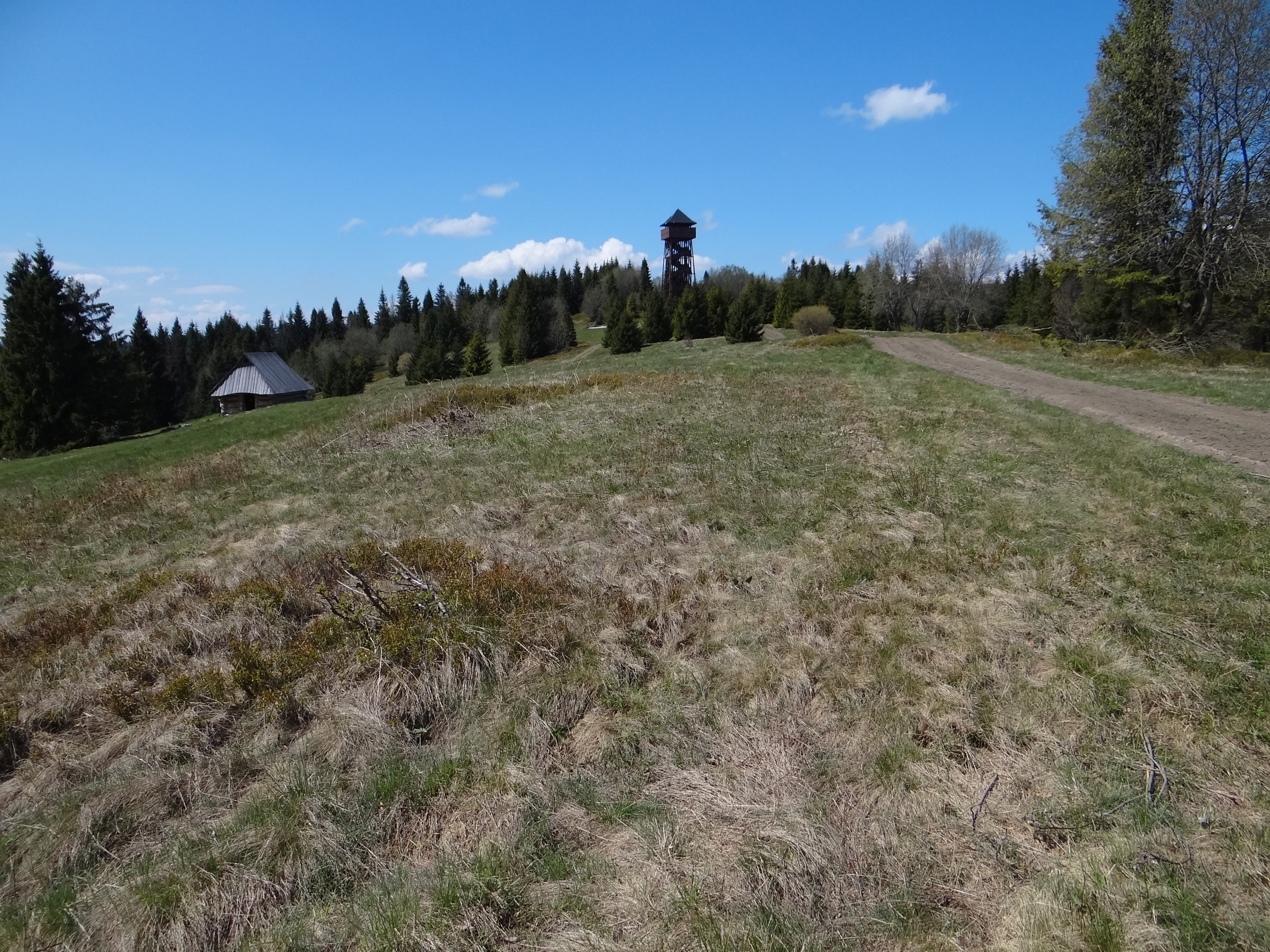
Polana i szczyt Magurki
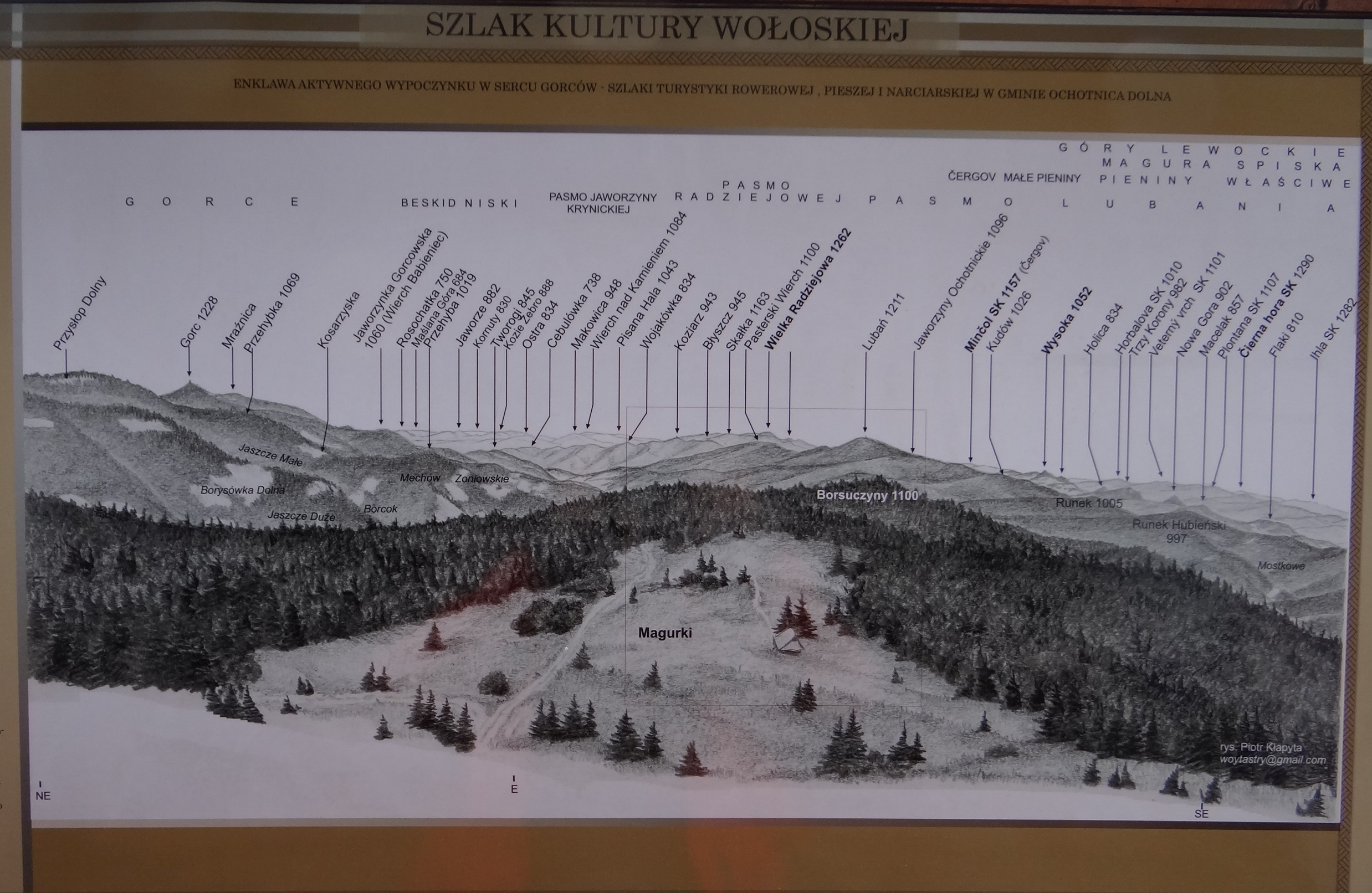
Jedna z tablic na wieży widokowej
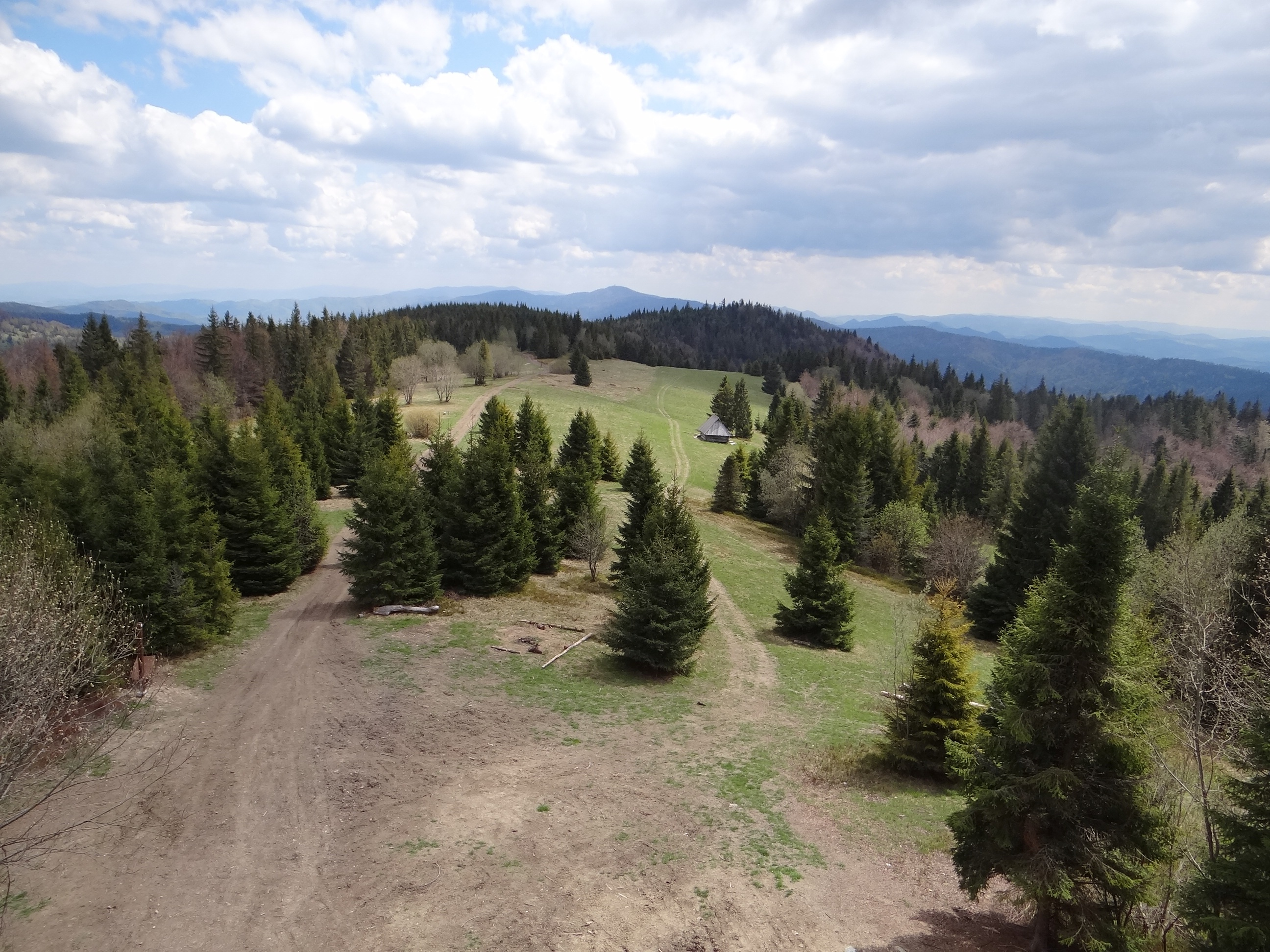
Widok z wieży na polanę Magurki